# 프레드 멜라메드

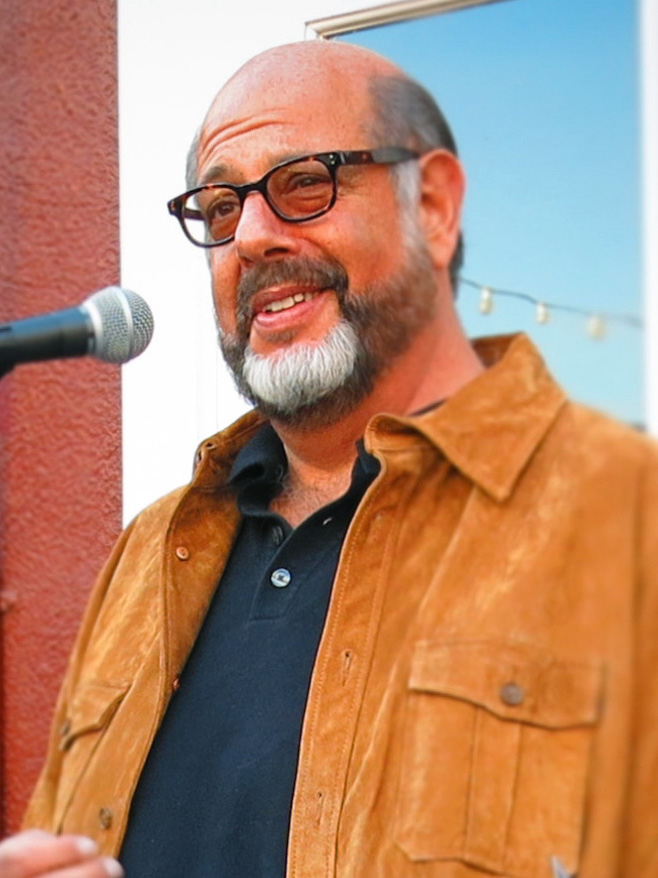
2013년 모습

프레드 멜러메드(Fred Melamed, 영어 발음: /mɛləˈmɛd/, 1956년 5월 13일 ~ )는 미국의 배우, 작가, 희극인이다.
뉴욕에서 태어났다.

## 출연 작품

### 영화
- Lovesick (1983)
- The Manhattan Project (1986)
- 한나와 그 자매들 (1986)
- 미션 (1986)
- 환상의 발라드 (1987, The Pick-up Artist)
- 의혹의 밤 (1987)
- 모정 (1988)
- 스틱키 핑거스 (1988, Sticky Fingers)
- 부부 일기 (1992)
- 그림자와 안개 (1992)
- 헐리우드 엔딩 (2002)
- 시리어스 맨 (2009)
- Fred Won't Move Out (2012)
- 독재자 (2012)
- 인 어 월드... (2013, In a World...)
- Hair Brained (2013)
- Blumenthal (2013)
- 제임스 브라운 (2014) - 시드 네이선 역
- 영국 남자처럼 사랑하는 법 (2014)
- 본 토마호크 (2015)
- 레몬 (2017, Lemon)
- 브롤 인 셀 블록 99 (2017)
- 드래그 (2018)
- 나를 차버린 스파이 (2018)
- 퍼펙트 파트너 (2019, Lying and Stealing)

### 텔레비전
- 원 라이프 투 리브 (1981-82)
- Benched (2014)
- 레이디 다이너마이트 (2016, Lady Dynamite)